# Ramón María del Valle-Inclán
Ramón del Valle-Inclán y de la Peña (n. 28 octombrie 1866, Vilanova de Arousa, Galicia, Spania – d. 5 ianuarie 1936, Santiago de Compostela, Galicia, Spania) a fost un scriitor modernist spaniol, care în ultimele sale opere a abordat teme specifice Generației lui 98 din literatura spaniolă. Este considerat unul dintre cei mai importanți scriitori spanioli din secolul XX.

## Biografie
Se naște la Villanueva de Arosa, Pontevedra, Spania. De foarte tânăr se mută în Mexic și se va întoarce în Spania din 1895 când locuiește la Madrid. Moare la Santiago de Compostela, A Coruña în 1936.

## Opere poetice
- Parfum de legendă (Aromas de Leyenda. Versos en loor a un Santo Ermitaño) (1907).
- La pipa de Kif (1919).
- Pasagerul (El pasajero) (1920).
- Claves líricas (1930).